# كايل سويني
كايل سويني (بالإنجليزية: Kyle Sweeney)‏ هو لاعب اللاكروس أمريكي، ولد في 5 أبريل 1981.